# Première circonscription de la Haute-Saône (1988-2012)
Pour les articles homonymes, voir Première circonscription de la Haute-Saône (homonymie).

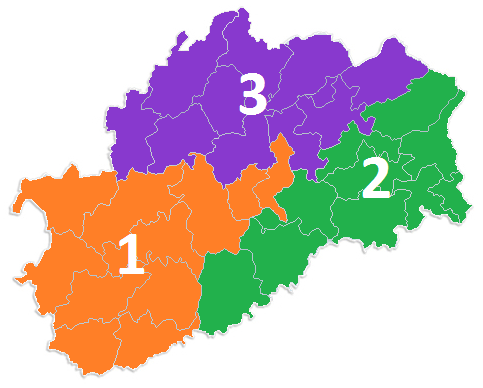
Carte des trois circonscriptions haut-saônoises de 1988 à 2012

La première circonscription de la Haute-Saône est l'une des trois circonscriptions législatives françaises que comptait le département de la Haute-Saône en région Franche-Comté entre 1988 et 2012.

## Description historique géographique et démographique
La première circonscription de la Haute-Saône (1988-2012) était délimitée par le découpage électoral de la loi n°86-1197 du 24 novembre 1986
, elle regroupait les divisions administratives suivantes: Cantons d' Autrey-lès-Gray, de Champlitte, Dampierre-sur-Salon, Fresne-Saint-Mamès, Gray, Gy, Marnay, Pesmes, Scey-sur-Saône-et-Saint-Albin, Vesoul Est et Ouest.
Elle comprenait la préfecture, Vesoul, et s'étendait le long de la vallée de la Saône, jusqu'à Gray.
D'après le recensement général de la population en 1999, réalisé par l'Institut national de la statistique et des études économiques (INSEE), la population totale de cette circonscription était estimée à 84 059 habitants,. Ce qui fait que la circonscription était surreprésentée par rapport à la moyenne nationale (voir la carte de représentativité des circonscriptions législatives françaises), la représentativité théorique par circonscription étant de 105 600 habitants.

## Historiques des élections

### Élections de 1988
|                | Christian Bergelin sortant réélu | RPR (URC)      | 20 920 | 50,68  |  |  |  |
|                | Loïc Niepceron                   | PS             | 14 763 | 35,77  |  |  |  |
|                | Pascal Martin                    | FN             | 2 712  | 6,57   |  |  |  |
|                | Frédéric Bernabé                 | PCF            | 1 984  | 4,81   |  |  |  |
|                | François Appaix                  | Divers gauche  | 898    | 2,18   |  |  |  |
|                |                                  |                |        |        |  |  |  |
| Inscrits       | Inscrits                         | Inscrits       | 57 551 | 100,00 |  |  |  |
| Abstentions    | Abstentions                      | Abstentions    | 15 491 | 26,92  |  |  |  |
| Votants        | Votants                          | Votants        | 42 060 | 73,08  |  |  |  |
| Blancs et nuls | Blancs et nuls                   | Blancs et nuls | 783    | 1,86   |  |  |  |
| Exprimés       | Exprimés                         | Exprimés       | 41 277 | 98,14  |  |  |  |

### Élections de 1993
|                | Christian Bergelin sortant réélu | RPR (UPF)      | 22 207 | 53,98  |  |  |  |
|                | Claude Beaufils                  | PS             | 6 869  | 16,7   |  |  |  |
|                | Marcel Grognu                    | FN             | 4 983  | 12,11  |  |  |  |
|                | Alain Cwiklinski                 | Les Verts (EÉ) | 2 407  | 5,85   |  |  |  |
|                | Frédéric Bernabé                 | PCF            | 2 227  | 5,41   |  |  |  |
|                | Geneviève Boll                   | LT-LNÉ         | 1 432  | 3,48   |  |  |  |
|                | Jean Lheureux                    | LO             | 1 013  | 2,46   |  |  |  |
|                |                                  |                |        |        |  |  |  |
| Inscrits       | Inscrits                         | Inscrits       | 59 311 | 100,00 |  |  |  |
| Abstentions    | Abstentions                      | Abstentions    | 15 452 | 26,05  |  |  |  |
| Votants        | Votants                          | Votants        | 43 859 | 73,95  |  |  |  |
| Blancs et nuls | Blancs et nuls                   | Blancs et nuls | 2 721  | 6,2    |  |  |  |
| Exprimés       | Exprimés                         | Exprimés       | 41 138 | 93,8   |  |  |  |

Le suppléant de Christian Bergelin était Michel Raison, agriculteur, de Saponcourt.

### Élections de 1997
| Candidat       | Candidat                         | Parti          | Premier tour | Premier tour | Second tour | Second tour |  |
| Candidat       | Candidat                         | Parti          | Voix         | %            | Voix        | %           |  |
| -------------- | -------------------------------- | -------------- | ------------ | ------------ | ----------- | ----------- |  |
|                | Christian Bergelin sortant réélu | RPR            | 15 848       | 38,12        | 23 031      | 53,68       |  |
|                | Loïc Niepceron                   | PS             | 10 680       | 25,69        | 19 872      | 46,32       |  |
|                | Marcel Grognu                    | FN             | 6 415        | 15,43        |             |             |  |
|                | Frédéric Bernabé                 | PCF            | 3 049        | 7,33         |             |             |  |
|                | Michel Bailly                    | LDI (MPF)      | 1 531        | 3,68         |             |             |  |
|                | Jean Lheureux                    | LO             | 1 262        | 3,04         |             |             |  |
|                | Jean-François Jurvillier         | GÉ             | 1 146        | 2,76         |             |             |  |
|                | Michèle Durand-Migeon            | MÉI            | 972          | 2,34         |             |             |  |
|                | Nicolas Bultot                   | AREV           | 674          | 1,62         |             |             |  |
|                |                                  |                |              |              |             |             |  |
| Inscrits       | Inscrits                         | Inscrits       | 60 098       | 100,00       | 60 091      | 100,00      |  |
| Abstentions    | Abstentions                      | Abstentions    | 15 843       | 26,36        | 14 065      | 23,41       |  |
| Votants        | Votants                          | Votants        | 44 255       | 73,64        | 46 026      | 76,59       |  |
| Blancs et nuls | Blancs et nuls                   | Blancs et nuls | 2 678        | 6,05         | 3 123       | 6,79        |  |
| Exprimés       | Exprimés                         | Exprimés       | 41 577       | 93,95        | 42 903      | 93,21       |  |

### Élections de 2002
| Candidat       | Candidat              | Parti            | Premier tour | Premier tour | Second tour | Second tour |  |
| Candidat       | Candidat              | Parti            | Voix         | %            | Voix        | %           |  |
| -------------- | --------------------- | ---------------- | ------------ | ------------ | ----------- | ----------- |  |
|                | Alain Joyandet élu    | UMP              | 19 199       | 45,85        | 23 096      | 59,94       |  |
|                | Martine Silvain       | PS               | 9 881        | 23,6         | 15 439      | 40,06       |  |
|                | Marcel Grognu         | FN               | 5 630        | 13,45        |             |             |  |
|                | Paul Cheviet          | Pôle républicain | 1 789        | 4,27         |             |             |  |
|                | Frédéric Bernabé      | PCF              | 1 667        | 3,98         |             |             |  |
|                | Philippe Chatelain    | Les Verts        | 905          | 2,16         |             |             |  |
|                | Brigitte Renard       | CPNT             | 801          | 1,91         |             |             |  |
|                | Jean-Marc Brissaud    | MNR              | 528          | 1,26         |             |             |  |
|                | Thérèse Garret        | LO               | 476          | 1,14         |             |             |  |
|                | Michèle Durand-Migeon | MÉI              | 388          | 0,93         |             |             |  |
|                | André Osstyn          | MPF              | 270          | 0,64         |             |             |  |
|                | José Paz              | GÉ               | 174          | 0,42         |             |             |  |
|                | Philippe Forestier    | Divers           | 161          | 0,38         |             |             |  |
|                |                       |                  |              |              |             |             |  |
| Inscrits       | Inscrits              | Inscrits         | 62 041       | 100,00       | 62 029      | 100,00      |  |
| Abstentions    | Abstentions           | Abstentions      | 19 192       | 30,93        | 21 582      | 34,79       |  |
| Votants        | Votants               | Votants          | 42 849       | 69,07        | 40 447      | 65,21       |  |
| Blancs et nuls | Blancs et nuls        | Blancs et nuls   | 980          | 2,29         | 1 912       | 4,73        |  |
| Exprimés       | Exprimés              | Exprimés         | 41 869       | 97,71        | 38 535      | 95,27       |  |

### Élections de 2007
|                | Alain Joyandet sortant réélu | UMP            | 23 382 | 56,72  |  |  |  |
|                | Armelle Salvador             | PS             | 9 560  | 23,19  |  |  |  |
|                | Jacques Bard                 | FN             | 1 970  | 4,78   |  |  |  |
|                | Francis Jérôme               | UDF–MoDem      | 1 775  | 4,31   |  |  |  |
|                | Régine Stiefvater            | PCF            | 1 223  | 2,97   |  |  |  |
|                | Philippe Chatelain           | Les Verts      | 1 137  | 2,76   |  |  |  |
|                | Rachel Choix                 | LCR            | 721    | 1,75   |  |  |  |
|                | Alain Glauser                | CPNT           | 686    | 1,66   |  |  |  |
|                | Éric Bouvard                 | MÉI            | 450    | 1,09   |  |  |  |
|                | Thérèse Garret               | LO             | 323    | 0,78   |  |  |  |
|                |                              |                |        |        |  |  |  |
| Inscrits       | Inscrits                     | Inscrits       | 63 988 | 100,00 |  |  |  |
| Abstentions    | Abstentions                  | Abstentions    | 22 016 | 34,41  |  |  |  |
| Votants        | Votants                      | Votants        | 41 972 | 65,59  |  |  |  |
| Blancs et nuls | Blancs et nuls               | Blancs et nuls | 745    | 1,77   |  |  |  |
| Exprimés       | Exprimés                     | Exprimés       | 41 227 | 98,23  |  |  |  |

À la suite de la nomination d'Alain Joyandet au secrétariat d'État chargé de la Coopération et de la Francophonie le 18 mars 2008, Patrice Debray devient député. Après son départ du gouvernement, Alain Joyandet retrouve automatiquement son siège de parlementaire, le 4 août 2010.

#### Département de la Haute-Saône
- La fiche de l'INSEE de cette circonscription : « Tableaux et Analyses de la  circonscription de la Haute-Saône », sur insee.fr, site de l'Institut national de la statistique et des études économiques (consulté le 10 juin 2007) [PDF]

- « Tous les députés du département de la Haute-Saône depuis 1789 », sur assemblee-nationale.fr, site de l'Assemblée nationale française (consulté le 10 juin 2007)

- « Informations contentieuses sur le département de la Haute-Saône (Élections législatives de 2002) »(Archive.org • Wikiwix • Archive.is • Google • Que faire ?), sur conseil-constitutionnel.fr, site du Conseil constitutionnel (consulté le 13 juin 2007)

#### Circonscriptions en France
- « Carte des circonscriptions législatives en France », sur assemblee-nationale.fr, site de l'Assemblée nationale française (consulté le 10 juin 2007)

- « Résultats électoraux officiels en France », sur interieur.gouv.fr, site du ministère de l'Intérieur (France) (consulté le 13 juin 2007)

- Description et Atlas des circonscriptions électorales de France sur http://www.atlaspol.com, Atlaspol, site de cartographie géopolitique, consulté le 13 juin 2007.